# Stanisław Brudny
Stanisław Florian Brudny (ur. 16 maja 1930 w Pilźnie, zm. 13 stycznia 2025) – polski aktor teatralny, filmowy i dubbingowy.

## Życiorys
W 1953 ukończył Studium Aktorskie przy Teatrze Śląskim im Stanisława Wyspiańskiego w Katowicach, którego aktorem był w latach 1951–1972. Od 1972 roku był aktorem Teatru Studio im. Stanisława Ignacego Witkiewicza w Warszawie. Wystąpił w ponad 160 rolach w spektaklach takich reżyserów, jak Gustaw Holoubek, Jerzy Jarocki, Jerzy Kreczmar (którego był asystentem), Lidia Zamkow, Józef Szajna, Jerzy Grzegorzewski, Tadeusz Łomnicki, Adam Hanuszkiewicz, Michał Zadara, Agnieszka Glińska i Krystyna Janda.
W 1971 został w Katowicach uhonorowany Srebrną Maską. W 2008 otrzymał nagrodę za aktorską rolę męską Jozuego Carvila w słuchowisku Jutro na podstawie dramatu Josepha Conrada w reżyserii Julii Wernio, zgłoszonym przez Program I Polskiego Radia.
Na początku grudnia 2009 został wyróżniony przez Zespół Artystyczny Teatru Polskiego Radia nagrodą Splendor Splendorów.
Pochowany w grobie rodzinnym na cmentarzu parafialnym w Pilźnie.

## Filmografia
- 2024: Akademia pana Kleksa – stary Mateusz (ostatnia rola)
- 2024: Dalej Jazda! – Stanisław, pensjonariusz domu opieki
- 2023: Znachor – Ludwik, kamerdyner Wilczurów
- 2022: Cordian – Grzegorz
- 2021: Brigitte Bardot cudowna – Żoakim
- 2020: Cud biednych ludzi – zakrystian kościoła
- 2020: Listy do M. 4 – Antoni Leśniewski, mąż Kornelii
- 2019: Spisek – Zygmunt
- 2018: Diagnoza – były mąż pani Wiesławy (odc. 17)
- 2018: Łowcy – starszy pan
- 2018: Prymas Hlond – gwardian w Wiedenbrück
- 2017: Kamienica – powstaniec (spot z okazji 73 rocznicy wybuchu Powstania Warszawskiego)
- 2017, 2019: Barwy szczęścia – Jan Szuman (odc. 1620, 1621, 1622, 1627, 1628, 1629, 1637, 1710, 1979, 1995, 2021, 2022, 2087, 2091)
- 2017: Brat naszego Boga – ksiądz
- 2015: Excentrycy, czyli po słonecznej stronie ulicy – kierownik domu wypoczynkowego „Kolejarz”
- 2015: Strażacy – Lucjan Konarski, ojciec Magdy (odc. 3, 7, 9, 10)
- 2015: Zakład doświadczalny solidarność – pan Drąg
- 2015: Na dobre i na złe – Sylwester (odc. 599)
- 2014: Jeziorak – ksiądz Zaremba
- 2014: Obywatel – profesor Licieja
- 2014: Z łóżka powstałeś – ojciec
- 2014: Ojciec Mateusz – ksiądz prof. Witold Cynamonowicz (odc. 141)
- 2013: Biegnij, chłopcze, biegnij – pacjent szpitala
- 2013: Był sobie dzieciak – sąsiad Paterów
- 2013: Strażnicy
- 2012: Pokłosie – archiwista
- 2012: Czas honoru – inspicjent Julian (odc. 54-56, 58-61, 64 i 65)
- 2011: Okazja – sąsiad
- 2010: Mam cię na taśmie – dziadek Patryka
- 2010: Fenomen – staruszek gruby
- 2010: 1920. Wojna i miłość – dziedzic Kulczycki (odc. 11)
- 2010: Miłość nad rozlewiskiem – Wiński (odc. 13)
- 2009: Sprawiedliwi  – ksiądz Izydor (odc. 4 i 5)
- 2009: Las – ojciec
- 2009–2017: Blondynka – Felicjan Romuzga, ojciec felczerowej
- 2009: Turysta – dziadek
- 2008: Mała wielka miłość – mężczyzna z psem (odc. 4)
- 2008: Mała wielka miłość – mężczyzna z psem
- 2008: Rozmowy nocą – pan Roman
- 2008: Ogród Luizy – strażnik w szpitalu
- 2007: Katyń – starzec na moście
- 2007: Ekipa – Zygmunt, kierowca Huberta (odc. 8 i 11)
- 2007: Pseudonim Anoda – listonosz
- 2007: Determinator – podglądacz (odc. 1, 7 i 10)
- 2007: Ryś – Oceanoff
- 2006: Statyści (serial telewizyjny) – Józef Koralik
- 2006: Komu wierzycie ?
- 2006: Statyści – Józef Koralik
- 2005: Pensjonat pod Różą – Józef Komar (odc. 48 i 49)
- 2005: Przybyli Ułani – biskup
- 2004: Camera Café – Henio
- 2004: Kryminalni – leśniczy (odc. 10)
- 2004: Stacyjka – Więcek
- 2003: Plebania – Jan Kosecki, pensjonariusz Domu Spokojnej Starości w Starej Wiośnie (odc. 343, 344, 345, 346)
- 2003: Psie serce – właściciel psa Maćka
- 2003–2010: Samo życie – Zenon, pracownik archiwum w redakcji Samo życie
- 2002: Kariera Nikosia Dyzmy
- 2002: Moje miasto – sąsiad Leon
- 2002–2004: M jak miłość – Karol Jabłoński (odc. 91, 103, 214)
- 2002: Buła i spóła – Zenek Karpiel (odc. 1), dziadek Matoga (odc. 37)
- 2001: Lokatorzy – Wiktor Wiktorski (odc. 43)
- 2001: Trąd w pałacu sprawiedliwości – Malgat
- 2001: Czarna plaża – wysłannik z urzędu
- 2001: Zostać miss – Gustaw, recepcjonista w hotelu
- 2000: Dragon – adwokat
- 2000: Marszałek Piłsudski – żołnierz ukraiński (odc. 6)
- 2000: 13 posterunek 2 – pracownik muzeum (odc. 38)
- 2000: Duża przerwa – Tonio, nauczyciel historii (odc. 2, 4, 6-9, 11, 13-15)
- 1999:  Na dobre i na złe – Waldemar Kozal, dziadek Tomka (odc. 6)
- 1999–2000: Klan – ojciec Bogny (odc. 227, 299 i 300)
- 1999: Policjanci – archiwista w sądzie wojewódzkim (odc. 11)
- 1999: Miodowe lata – Drzewiasty, sąsiad (odc. 13)
- 1998: Złoto dezerterów – taksówkarz
- 1998: Siedlisko – majster Wójcik
- 1997: Sztos – „Midas”
- 1997: Sara – ojciec Leona
- 1996: Maszyna zmian. Nowe przygody – ksiądz (odc. 1)
- 1996: Miki – Święty Mikołaj
- 1996: Bar Atlantic – listonosz (odc. 1)
- 1996: Wezwanie – adwokat Makowskiej
- 1995: Jest jak jest – pan Józio, kierownik kina (odc. 1)
- 1995: Ekstradycja – dozorca domu, w którym mieszka ciotka Szawłowskiego (odc. 5)
- 1995: Uczeń diabła – kapelan
- 1995: Tato – teść Michała
- 1995: Diabelska edukacja – ksiądz
- 1994: Zespół adwokacki – sędzia sprawozdawca w sprawie Malaka (odc. 9)
- 1994: Spółka rodzinna – sąsiad Derków (odc. 4)
- 1993: Przypadek Pekosińskiego – nauczyciel
- 1993: Tu stoję
- 1993: Do widzenia wczoraj. Dwie krótkie komedie o zmianie systemu – woźny w Muzeum Komunizmu
- 1993: Pożegnanie z Marią – ksiądz
- 1992: Kuchnia polska – lekarz, członek komisji wojskowej (odc. 4)
- 1992: 1968. Szczęśliwego Nowego Roku – lekarz wojskowy
- 1992: Felix Dzierżyński ląduje w Warszawie
- 1991: Maria Curie – członek Akademii Francuskiej (niewymieniony w czołówce)
- 1990: Napoleon – głuchy mężczyzna (odc. 2)
- 1990: Korczak – Polak w więzieniu
- 1989: Po upadku. Sceny z życia nomenklatury – pielęgniarz
- 1989: Marcowe migdały – dziadek Tomka
- 1989: Virtuti – ksiądz
- 1989: Modrzejewska – zakonnik w pałacu Dezyderego (odc. 5 i 6)
- 1989: Odbicia – Marian, ojciec Janasa (odc. 6)
- 1988: Chichot Pana Boga – poseł na posiedzeniu komisji parlamentarnych
- 1988: Oszołomienie – Orsza, dyrektor teatru
- 1988: Akwen Eldorado – szef Terenowego Koła Ochrony Przyrody
- 1988–1990: Mistrz i Małgorzata – krytyk (odc. 1 i 3)
- 1988–1991: Pogranicze w ogniu – dziadek Ewy (odc. 13)
- 1987: Dorastanie – robotnik (odc. 4, 5 i 7)
- 1987: Rzeka kłamstwa – stolarz Żywioł
- 1987: Jedenaste przykazanie – ksiądz Budny
- 1987: Komediantka – aktor
- 1986: Tulipan – ojciec Doroty (odc. 3, 4)
- 1986: Rykowisko – wojewoda Gruszka
- 1985: Kochankowie mojej mamy – dyrektor
- 1984: Siedem życzeń – mieszkaniec bloku Tarkowskich
- 1984: 111 dni letargu – Rutkiewicz, więzień w celi 192
- 1984: Yesterday – ksiądz
- 1984: Kilka scen z życia Glebowa – dyrektor szkoły
- 1984: Kim jest ten człowiek – oficer niemiecki w pociągu
- 1983: Planeta krawiec – dyrektor szkoły
- 1981: Jan Serce – Aleksander Uljasz, mąż Danuty (odc. 5)
- 1981: Najdłuższa wojna nowoczesnej Europy – szewc Kwaśniewski
- 1981: Zderzenie
- 1980–2000: Dom – lokator w mieszkaniu Bańkowskich (odc. 6), ksiądz (odc. 12, 13, 17, 22 i 25)
- 1979: Dni zemsty – Nick
- 1979: Córka albo syn – Woźniak
- 1978: Wielki podryw – mężczyzna tańczący z Sylwikiem na kursie tańca
- 1977: Letnicy – Pustobajka
- 1976: Król Edyp – posłaniec z Koryntu
- 1974: Łukasz – nauczyciel
- 1974: Sława i chwała – Szuszkiewicz
- 1972: Kolędnicy – podoficer
- 1971: Ludzie bezdomni – poeta
- 1970: Zmartwychwstanie – kleryk
- 1968: Don Kichot – Sancho Pansa
- 1966: Wyboje – żołnierz
- 1965: Gorąca linia
- 1963: Pięciu – powstaniec

## Dubbing
- 2022: Parowóz Tomek i jego przyjaciele – narrator (odc. 1-2, 3-4, 5)
- 2018: Zabójcze maszyny
- 2017: Auta 3 – River Zacier
- 2017: Piraci z Karaibów: Zemsta Salazara – stary więzień
- 2017: Koko smoko – Władzio
- 2017: Azyl − Doktor Janusz Korczak
- 2017: Piękna i Bestia
- 2016: Dishonored 2
- 2016: Benek Brawura i czerwone taksówki
- 2016: Tygrysek Daniel i jego sąsiedzi − Dziadziuś
- 2016: Czerwony kapitan − Janetka
- 2015: Doraemon: Zielona planeta – Jii
- 2015: Imperium robotów. Bunt człowieka – Martin
- 2015: Koko smoko – Władzio
- 2015: Sekrety morza – Gawędziarz, Skrzat
- 2015: Chica Vampiro. Nastoletnia wampirzyca
- 2014: Noc w muzeum: Tajemnica grobowca – Gus
- 2014: Diablo III: Reaper of Souls
- 2014: Powstanie warszawskie
- 2014: Kogut Kukuryku – stary Joseph
- 2014: Jasiek i Tyćki – Sage
- 2013: Babar i przygody Badou – Galop
- 2012: Diablo III
- 2012: Gra o tron – Maester Luwin
- 2011: Ratchet & Clank: 4 za Jednego – Nevo Binklemayer
- 2011: Nowe psoty Dudusia – Dziadek Duduś
- 2011: Franklin i przyjaciele – Sowa
- 2011: Rango – Balthazar
- 2010: Artur i Minimki 3. Dwa światy – Burmistrz
- 2010: Harry Potter i Insygnia Śmierci. Część I – Gellert Grindelwald
- 2010: Ostatni władca wiatru – stary człowiek
- 2010: Disciples III: Odrodzenie – Paladyn
- 2010: God of War III – Dedal
- 2010: Mass Effect 2 – Wyrocznia
- 2010: Alicja w Krainie Czarów
- 2009: Opowieść wigilijna – Stary Joe
- 2008: Lato Muminków
- 2008: Była sobie Ziemia – Mistrz
- 2007: Koń wodny: Legenda głębin
- 2006–2007: Młodzi mistrzowie Shaolin – Mistrz Long-Du
- 2006: Noc w muzeum – Gus
- 2005–2008: Awatar: Legenda Aanga –
  - Roko,
  - Przewodnik (odc. 11)
- 2005: Oliver Twist
- 2005: Jan Paweł II: Nie lękajcie się – Papież Paweł VI
- 2005: Szeregowiec Dolot – Rożen
- 2002–2004: Pan Andersen opowiada
- 2002–2004: Bajki świata
- 2002: Złap mnie, jeśli potrafisz
- 2002: Dzika rodzinka – Gomo
- 2002: Księżniczka na ziarnku grochu – Sebastian
- 2000–2001: Przygody Kuby Guzika – Doktor Stetoskop
- 2000: George Niewielki –
  - Russell,
  - McDzyń
- 2000: The Longest Journey: Najdłuższa podróż –
  - Minstrum,
  - Yerin,
  - Sęczak,
  - Stary Banda
- 2000: Królowie i królowe – Król Mniam-Mniam
- 1999–2000: Fantaghiro
- 1999: Asterix i Obelix kontra Cezar – Matuzalix
- 1999: Stuart Malutki
- 1999: Toy Story 2 – Konserwator
- 1999: Król sokołów – Mateusz
- 1999: Pokémon 2: Uwierz w swoją siłę
- 1998−2000: Tęczowe rybki – Dziadek
- 1998: Zabić Sekala – Stverak
- 1998: Kirikou i czarownica
- 1998: Babe: Świnka w mieście – Nigel
- 1998: Papirus
- 1998: Teknoman – Barnaba
- 1997–2001: Przygody Misia Paddingtona
- 1997–1998: Zorro – Szalone Oko
- 1997: Świat królika Piotrusia i jego przyjaciół
- 1996: Aladyn i król złodziei – Sułtan
- 1996: Ucieczka
- 1996: Byli sobie odkrywcy – Mistrz
- 1995: Jeszcze bardziej zgryźliwi tetrycy – Dziadek
- 1995: Patrol Jin Jina
- 1994-2001: ReBoot – Phong
- 1994–1998: Spider-Man – Silvermane (oprócz odc. 46)
- 1994–1996: Gwiezdny Rycerz – Król Lexian
- 1994–1995: Myszka Miki i przyjaciele
- 1994–1995: Aladyn – Sułtan
- 1994: Asterix podbija Amerykę – Cesarski doradca 1
- 1994: Patrol Jin Jina
- 1994: Były sobie odkrycia – Mistrz
- 1994: Aladyn. Powrót Dżafara – Sułtan
- 1993–1995: Legendy Wyspy Skarbów – Ben Gunn
- 1993: Yabba Dabba Do!
- 1992–1994: Mała Syrenka – Archimedes
- 1992: Batman – Sensei Yoru
- 1992: Kometa nad Doliną Muminków
- 1992: Aladyn – Sułtan
- 1991: Hook
- 1991–1992: Eerie, Indiana
- 1991–1992: Dzielny Agent Kaczor – Gąsior Gęgacz, dyrektor agencji S.Z.A.
- 1991–1997: Rupert – Profesor
- 1988: Judy Jetson i Rockersi – Kosmoski
- 1988: Akwen Eldorado – Szef Terenowego Koła Ochrony Przyrody
- 1988: Gandahar
- 1988: Dommel
- 1987–1990: Kacze opowieści – Mary Weather, właściciel klaczy Mylady (34)
- 1987: Jetsonowie spotykają Flintstonów –
  - Kosmoski,
  - Łupek
- 1987: Było sobie życie – Mistrz
- 1986: Wielki mysi detektyw – Dawson
- 1985–1991: Gumisie – Zami
- 1985: 13 demonów Scooby Doo
- 1983: Dookoła świata z Willym Foggiem
- 1982: Był sobie kosmos – Mistrz
- 1981–1990: Smerfy – Dziadek Smerf (w większości odcinków sezonu 7 i sezonie 9)
- 1981: Ulisses 31
- 1980: Mały rycerz El Cid
- 1980: Figle z Flintstonami
- 1980: Scooby i Scrappy Doo
- 1979: Scooby i Scrappy Doo
- 1978: Był sobie człowiek – Mistrz
- 1977: Bernard i Bianka – Kot Rufus
- 1976–1978: Scooby Doo
- 1973: Detektyw Pchełka na tropie – Kapitan przemytników statków
- 1964–1967: Goryl Magilla – Łysy
- 1962: Wally Gator – Kapitan/Pan Swampy
- 1962–1988: Jetsonowie – Pan Kosmoski
- 1960–1966: Flintstonowie – Pan Łupek
- 1959: Śpiąca królewna – Król Hubert
- 1958–1988: Miś Yogi
- 1958: Pixie, Dixie i Pan Jinks

## Ordery i odznaczenia
- Krzyż Oficerski Orderu Odrodzenia Polski (2012)[6]
- Krzyż Kawalerski Orderu Odrodzenia Polski (1978)
- Złoty Krzyż Zasługi (1971)
- Złoty Medal „Zasłużony Kulturze Gloria Artis” (2018)[7]
- Srebrny Medal „Zasłużony Kulturze Gloria Artis” (2010)[8]
- Medal 40-lecia Polski Ludowej (1985)
- Złota Odznaka Zasług dla Województwa Katowickiego (1968)
- Nagroda Centralnej Rady Związków Zawodowych (1967)